# Маттіас Екгольм
Ганс Маттіас Екгольм (швед. Hans Mattias Ekholm; 24 травня 1990, м. Бурленге, Швеція) — шведський хокеїст, захисник. Виступає за «Нашвілл Предаторс» у Національній хокейній лізі.
Вихованець хокейної школи ІФК «Оре». Виступав за ХК «Мора», «Брюнес» (Євле), «Нашвілл Предаторс», «Мілвокі Адміралс» (АХЛ).
В чемпіонатах НХЛ — 145 матчів (8+19), у турнірах Кубка Стенлі — 6 матчів (1+0). В чемпіонатах Швеції — 97 матчів (19+31), у плей-оф — 28 матчів (1+12).
У складі національної збірної Швеції учасник чемпіонатів світу 2014 і 2015 (18 матчів, 2+8); учасник EHT 2011, 2012, 2014 і 2015 (24 матчі, 2+3). У складі молодіжної збірної Швеції учасник чемпіонату світу 2010. У складі юніорської збірної Швеції учасник чемпіонату світу 2008.

## Досягнення
- Чемпіон світу (2018)
- Бронзовий призер чемпіонату світу (2014)
- Чемпіон Швеції (2012)
- Бронзовий призер молодіжного чемпіонату світу (2010)

Нагороди
- Трофей Сальмінга — найкращий захисник ШХЛ (2012)